# アイアンマン: 鋼の戦士
『アイアンマン: 鋼の戦士』（アイアンマン はがねのせんし、原題：The Invincible Iron Man）は、マーベル・コミックのキャラクター、アイアンマンを描いたアメリカ合衆国のオリジナルビデオアニメーション映画（OVA）。

## 概要
アメリカでは2007年1月23日に発売された。アイアンマンの声を務めるのは『アルティメット・アベンジャーズ』でも担当したマーク・ウォーデンである。作中では「アイアンマン」という単語が使われることは無いが、トニーは「アイアン・ナイト」と呼ばれる場合がある。2007年3月3日にカートゥーン ネットワークのTOONAMI枠でプレミア放送された。
日本では2012年8月8日にBlu-rayとDVDが発売。また、『アルティメット・アベンジャーズ』など関連作品7本とセットになったBOXセットの『マーベル・アニメイテッド・ユニバース』も同日に発売された。

## あらすじ
天才発明家のトニー・スタークは、父ハワードが経営する大企業スターク・エンタープライズの中国での事業に係わっていた。しかしある日、中国の現場は謎の組織・玉龍団によって襲撃され、トニーの親友のローディも行方不明となってしまう。トニーは調査のために中国へ渡るが、自身も玉龍団に襲撃、誘拐され、胸に重傷を負ってしまう。玉龍団のアジトに連れられるとローディと再会し、彼らは隙を見計らって鋼鉄のパワード・スーツを組み上げ、脱出する。

## キャスト
| キャラクター                    | 原語版声優               | 日本語吹替え |
| ------------------------------- | ------------------------ | ------------ |
| トニー・スターク / アイアンマン | マーク・ウォーデン       | 相沢まさき   |
| ジム・"ローディ"・ローズ        | ロドニー・ソールスベリー | 斉藤次郎     |
| マンダリン                      | フレッド・タタショア     | 間宮康弘     |
| リー・メイ                      | グウェンドリン・ヨー     | 志田有彩     |
| ペッパー・ポッツ                | エリサ・ガブリエル       | 中村綾       |
| ハワード・スターク              | ジョン・マクック         |              |
| ウォン・チュー                  | ジェームズ・シー         |              |
| ボイヤー                        | スティーヴン・メンディロ |              |
| エージェント・ドレイク          | ジョン・デミタ           |              |

## 評価
映画音響協会賞のビデオ部門と映画音響編集者協会賞のビデオ部門にノミネートされた。